# Минојска уметност
Минојска уметност почиње да се развија око 3000. године п. н. е., а свој врхунац доживљава око 1500. године п. н. е. на грчком острву Криту. Најпознатији локалитети су Кносос, Фестос и Агија Тријада.
Минојска цивилизација је најбогатија, али и најнеобичнија у егејском свету, а оно што је издваја је континуитет у развоју архитектуре и уметности још од доба неолита, који је свој врхунац доживио у Средњем минојском периоду (од 1700–1580 г. пре н. е.), настављајући се све до инвазије Ахајаца у 12. веку пре н. е. Религиозни живот минојског Крита је тешко одредити, а седишта овог живота била су посвећена места, пећине и гајеви, а главно божанство било је женског рода блиско мајци или богињи плодности.
Минојски становници нису градили храмове, нити имали велике култне статуе, а чак и дела мањих димензија са религиозним темама су ретка. Ликови бујају од живота, фигуре су обојене, великих очију, а карактеристичне су и купасте сукње.
Крићани су у трећем миленијуму п. н. е. били у контакту са Египћанима, под чијим утицајем су после 2000. п. н. е. развили писмо и градску културу. Име су добили према легендарном краљу Миносу. Минојска уметност је декоративна уметност, чије снажно осећање за живот и љубав према природи и лепоти представља супротност строгој озбиљности и постојаности египатске уметности.

## Архитектура
Минојски градови су се развијали око великих комплекса палата. Археолошки подаци показују да су скоро одједном, око 1700. п. н. е., те палате уништене. Један век касније су поново подигнуте, али су и поново порушене 1500. п. н. е., после чега се минојска цивилизација више није опоравила. Све што је данас сачувано потиче из овог последњег периода, када се развило изузетно натуралистичко сликарство.
За разлику од египатских палата, критске палате нису импоновале својом масом и тежином. Ниско су грађене, са мноштвом мањих отворених јединица, међусобно повезаних степеништима и двориштима. Све ове просторије су биле покривене ниским равним таваницама, које су носили дрвени стубови. Највећа међу њима је била чувена Миносова палата у Кнососу. Она је вероватно због великог броја просторија у каснијој традицији повезана са легендарним лавиринтом у који је био затворен Минотаур.
Владари Крита нису били ратници. Палате нису биле ограђене одбрамбеним зидовима. На Криту нема утврђења нити бојних тема у уметности. Неке просторије у палатама се могу дешифровати као складишта или писарнице. Дешифровани текстови, писани линеарним Б писмом, углавном су спискови инвентара и извештаји. Крићани су били првенствено трговци и морепловци, а њихови владари нису били неприкосновени представници богова, већ главе трговачке аристократије.
Не зна се са сигурношћу шта је довело до тако наглог нестанка Минојске цивилизације. Верује се да је то била последица вулканске ерупције на оближњем острву Санторини (Тира) око 1500. п. н. е. Вулкански пепео је прекрио многа насеља, а ерупција је изазвала серију земљотреса и огромне таласе. Ова катастрофа је вероватно подстакла настајање мита о Атлантиди.

## Сликарство
Од свих видова уметности најзначајније је зидно сликарство. Велики број ових слика приказује сцене из природе које приказују животиње или птице, које представљају присуство божанске силе и морске животиње. Присутан је ритмичан таласаст покрет, облици су лишени тежине, а тела су витка.
Боји се континуално, цртеж је мек, без сенки.
У периоду 2000. – 1700. п. н. е. на Криту је рађена чувена грнчарија по свом техничком савршенству и динамичном спиралном орнаменту са апстрактном шаром. Касније слике су биљног и животињског света: рибе, шкољке, хоботнице.
Дела:
- Тореадор (акробата са биком) око 1500. п. н. е.

Фреска палате у Кнососу представља обредну игру у којој акробата прескаче преко леђа бика. Бик је велики, импресионира снагом и силом и неусклађен је са витким телом акробате. Сцена је жива са високим степеном ликвидности.
- Краљичин мегарон

Фреска са рибом и делфином, омиљена тема Минојског сликарства. Слика се зове још и „Живот мора“. Налази се у Миносовој палати на Криту. 
- Крчаг са сиском, камарес стил, 1800. п. н. е.
- Ваза са октоподом, 1500. п. н. е.

Апстрактне шаре су замењене новим репертоаром који је узет из животињског света. Неки судови су скроз осликани рибама, шкољкама, хоботницама.

## Рељеф
Рељеф је рађен у штуку (гипс и креч се мешају са додатком племенитог песка). Плитак је и близак фрески. Бојен је јаким бојама, а сенке су ретке.
Дела:
- Ваза жетелаца, 1500. п. н. е., Хагија, Тријада

Доњи део вазе је изгубљен. Рељеф приказује поворку витких мишићавих мушкараца, обнажених до појаса који носе неко оруђе са дугом дршком (комбинација косе и грабуља). Живахни ритам композиције има превагу над јасноћом описа. Три певача предвођена „музичарем“ са чегртаљком (египатског порекла) певају из свег гласа. Нарочито „хоровођа“, чије се груди толико надимају, да се виде ребра испод коже. Наглашена је физичка напетост и радост у којој се сједињује оштрина запажања и свесно хумористичка намера.

## Вајарство
Скулптура је малих размера, тродимензионална. Експериментисали су са свим материјалима - мермер, печена земља, слоновача са златним апликацијама (зачетак Фидијне хризелфантинске технике), бронзи, злату, јеленским роговима.
Дела:
- Змијске богиње, 1600. п. н. е., теракота

Женска фигура врло узаног струка, фронталног става, бујних обнажених груди и широких кукова - симболизује женственост, у ритуалној игри са змијама, које су симбол мушке плодности у многим старим религијама. То је парадокс јер на Криту нема змија, па је очигледно да је култ увезен. Стил фигуре наговештава могући страни извор - звонаста хаљина, крупне очи, дебеле засвођене обрве - све подсећа на месопотамске скулптуре. Називају је Горгона.
- Змијске богиње
- Фигура са звонастом хаљином
- Акробата (борба са биковима)